# Xavier Brown
Xavier Brown (né le 21 février 1983) est un athlète jamaïcain, spécialiste du sprint.

## Biographie
Son meilleur temps est de 20 s 48 (+1,7) à Kingston le 29 juin 2008.

### Palmarès
| Date | Compétition                                      | Lieu                 | Résultat | Épreuve   | Performance |
| ---- | ------------------------------------------------ | -------------------- | -------- | --------- | ----------- |
| 2006 | Jeux d'Amérique centrale et des Caraïbes         | Carthagène des Indes | 1er      | 200 m     | 20 s 74     |
| 2006 | Jeux d'Amérique centrale et des Caraïbes         | Carthagène des Indes | 3e       | 4 x 100 m | 39 s 45     |
| 2008 | Championnats d'Amérique centrale et des Caraïbes | Cali                 | 6e       | 200 m     | 20 s 88     |

### Records
| Épreuve    | Performance | Lieu         | Date         |
| ---------- | ----------- | ------------ | ------------ |
| 100 mètres | 10 s 34     | Spanish Town | 4 juin 2006  |
| 200 mètres | 20 s 48     | Kingston     | 29 juin 2008 |